# Comuna Antonivka, Bar
Antonivka (în ucraineană Антонівка) este o comună în raionul Bar, regiunea Vinnița, Ucraina, formată din satele Antonivka (reședința), Hlîneanka și Șîroke.

## Demografie
Componența lingvistică a satului Antonivka
     Ucraineană (99,44%)
     Alte limbi (0,56%)
Conform recensământului din 2001, majoritatea populației satului Antonivka era vorbitoare de ucraineană (99,44%), existând în minoritate și vorbitori de alte limbi.